# Xã Beverly, Quận Adams, Illinois
Xã Beverly (tiếng Anh: Beverly Township) là một xã thuộc quận Adams, tiểu bang Illinois, Hoa Kỳ. Năm 2010, dân số của xã này là 406 người.